# Gunnar Unger (amiral)

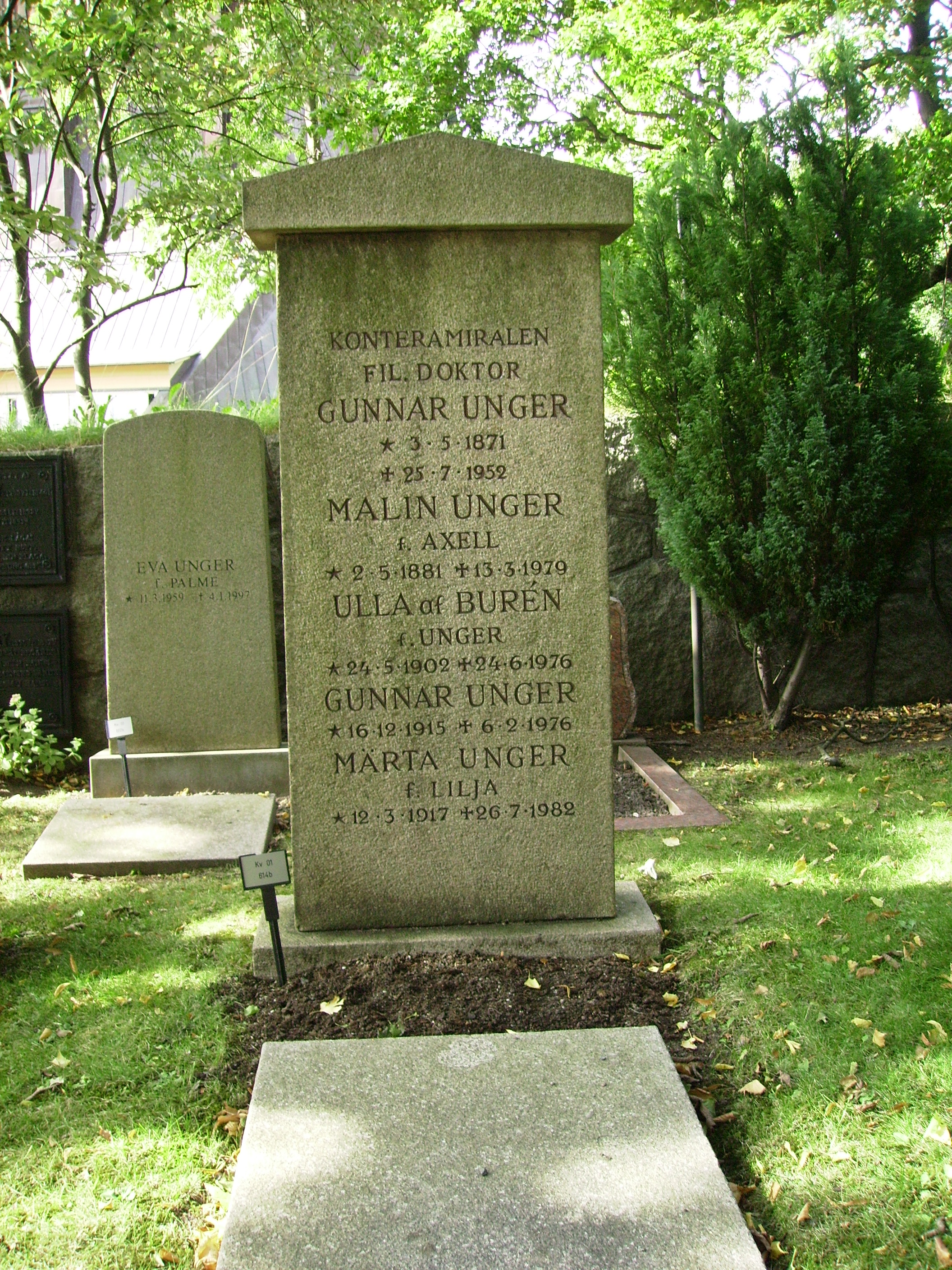
Gunnar Ungers gravvård på Galärvarvskyrkogården i Stockholm.

Gunnar Unger, född 3 maj 1871 i Bergsjö Gävleborgs län, död 25 juli 1952, var en svensk konteramiral och sjökrigshistoriker. Han var son till Adolf Unger och far till Gunnar Unger.

## Biografi
Gunnar Unger genomgick Kungliga Sjökrigsskolan 1886-1892. Efter tjänstgöring vid Marinstaben och Sjöförsvarsdepartementets kommandoexpedition var han marinattaché i Paris 1911-1913. 
Gunnar Unger var chef för Marinens Flygväsende 1915-1918 och fartygschef vid HMS Fylgias expedition till Nordamerika och Västindien 1919-1920. Han var chef för Kungliga Sjökrigshögskolan 1925-1930 och för Sjöförsvarets kommandoexpedition 1930-1931. De sista två åren i aktiv tjänst var Unger verksam som chef för Sjöhistoriska avdelningen i Marinstaben.
Gunnar Unger var filosofie hedersdoktor. Han valdes in i Kungliga Örlogsmannasällskapet 1912 (senare hedersledamot) och blev ledamot av Kungliga Krigsvetenskapsakademien 1920.

## Befordringshistorik
- Underlöjtnant 1892
- Löjtnant 1895
- Kapten 1901
- Kommendörkapten av andra graden 1915
- Kommendörkapten av första graden 1917
- Kommendör 1923
- Konteramiral 1931

## Utmärkelser

### Svenska utmärkelser
- Kommendör av första klassen av Svärdsorden, 6 juni 1929.[3]
- Riddare av Svärdsorden, 1913.[4]
- Riddare av Nordstjärneorden, 1930.[5]
- Riddare av Vasaorden, 1918.[6]

### Utländska utmärkelser
- Officer av Belgiska Leopoldsorden.[3]
- Kommendör av andra graden av Danska Dannebrogorden.[3]
- Kommendör av Finlands Vita Ros’ orden.[3]
- Riddare av Franska Hederslegionen.[3]
- Riddare av tredje klassen av Preussiska Kronorden.[3]
- Riddare av andra klassen av Ryska S:t Stanislausorden.[3]
- Riddare av Tunisiska orden Nischan el Iftikhar.[3]